# Phaeogramma vittipennis
Phaeogramma vittipennis är en tvåvingeart som beskrevs av Grimshaw 1901. Phaeogramma vittipennis ingår i släktet Phaeogramma och familjen borrflugor. Inga underarter finns listade i Catalogue of Life.